# Ricarda de Saluzzo
Ricarda de Saluzzo (em italiano:  Ricciarda; c. 1410 – Ferrara, 16 de agosto de 1474) foi uma nobre italiana. Ela foi marquesa consorte de Ferrara como a terceira esposa de Nicolau III d'Este.

## Família
Ricarda foi a filha do marquês Tomás III de Saluzzo da família Del Vasto, e de sua esposa, Margarida de Roucy, também conhecida como de Pierrepont.
Os seus avós paternos eram o marquês Frederico II de Saluzzo e Beatriz de Genebra. Os seus avós maternos eram Hugo II, Conde de Braine e Roucy e Branca de Coucy, Senhora de Montmirail.
Pela linhagem materna, Ricarda era ancestral da princesa Beatriz de Inglaterra, filha do rei Henrique III e de Leonor da Provença, pois sua tataravó, Maria, era filha de Beatriz e de João II, Duque da Bretanha.
Ela teve quatro irmãos: Carlos; Ludovico I, sucessor do pai, casado com Isabel de Monferrato, filha do marquês João Jaime de Monferrato; Joana, esposa de Guido de Nesle, Senhor de d'Offement e de Mello, e Isabel, esposa de Jorge du Raynier.
Ela também teve quatro meio-irmãos, filhos de amantes do pai: Valerano, senhor de Mântua e regente de Saluzzo em nome do irmão de 1416 a 1424, e casado com Clemenza Provana; Lanzarote; Joana, abadessa da Abadia de Staffarda, e Helena.

## Biografia
Em 1429 ou em 1430, quando tinha cerca de 19 a 20 anos, Ricarda se casou com Nicolau III d'Este, o marquês de Ferrara, que tinha por volta de 46 ou 47 anos de idade. Ele já tinha sido casado duas vezes antes, primeiro com Gigliola de Carrara e depois com Parisina Malatesta, que foi executada por ter se envolvido com o enteado, Hugo d'Este, um dos filhos ilegítimos de Nicolau. O próprio Nicolau era filho ilegítimo de seu predecessor, Alberto V d'Este com sua amante, Isotta Albaresani, embora eles tenham se casado mais tarde.
Além de marquês de Ferrara, Nicolau também era senhor de Módena, Adria, Comacchio, Rovigo, e, a partir de 1437, de Lugo. A partir de 1409, foi também senhor de Parma e Régio, porém, foi forçado a ceder Parma, em 1421, para Filipe Maria Visconti, o duque de Milão.

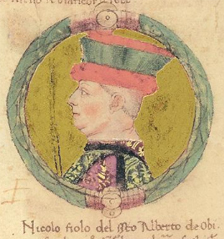
Imagem de Nicolau III no manuscrito iluminado Genealogia dei principi d'Este.

O relacionamento entre a família de Ricarda, os Del Vasto, e a família de Este, se fortaleceu com o casamento. O pai de Ricarda, o marquês Tomás, passou algum tempo na corte de Carlos VI de França; portanto, pode ter sido nessa época que Ricarda, viciada na cultura francesa, adquiriu uma coleção de manuscritos franceses, os quais ela levou consigo para Ferrara ao se mudar para lá.
Ricarda e Nicolau tiveram dois filhos: Hércules I e Sigismundo, Senhor de San Martino. Ela também foi madrasta das duas filhas do segundo casamento do marido:  as gêmeas Genebra, esposa de Sigismundo Pandolfo Malatesta e Lúcia, esposa de Carlos Gonzaga, Senhor de Sabioneta.
Quando Nicolau III morreu, em 1441, em teoria o primogênito de Ricarda, Hércules, deveria ter sucedido seu pai como seu filho legítimo. Em vez disso, foi seu filho mais velho, porém ilegítimo, Leonel, quem herdou o marquesado, de acordo com o testamento de seu pai. Além de ter nomeado Leonel como herdeiro no seu leito de morte, Nicolau também deixou a quantia de 10.000 ducados, cada, para Hércules e Sigismundo. Desprezada por este acontecimento, Ricciarda decidiu, em outubro de 1443, deixar o estado de Este para recuar para Saluzzo nas terras de seu pai, prometendo que nunca retornaria a Ferrara a menos que visse um de seus filhos como duque.
Os dois filhos, Hércules e Sigismundo, deixados sem a proteção da mãe, foram retirados de Ferrara pelo seu meio-irmão, Leonel, em outubro de 1445, que os enviou à corte de Nápoles, para o rei Afonso, o Magnânimo, para que pudessem ser treinados na arte de armas.
Após a morte de Leonel, em 1450, ele foi sucedido por seu irmão Borso (que, assim como Hugo e Leonel, eram filhos da amante de Nicolau, Stella dei Tomei) que chamou de volta seus meio-irmãos para Ferrara. Uma espécie de acordo tácito foi estabelecido entre os dois: Borso não se casaria e não geraria herdeiros, e, Hércules, por sua vez, não prejudicaria o governo do irmão. Com a morte de Borso, em 1471, suplantando o outro pretendente, seu primo, Nicolau, filho de Leonel com Margarida Gonzaga, Hércules, conseguiu, assim, se tornar o novo duque.

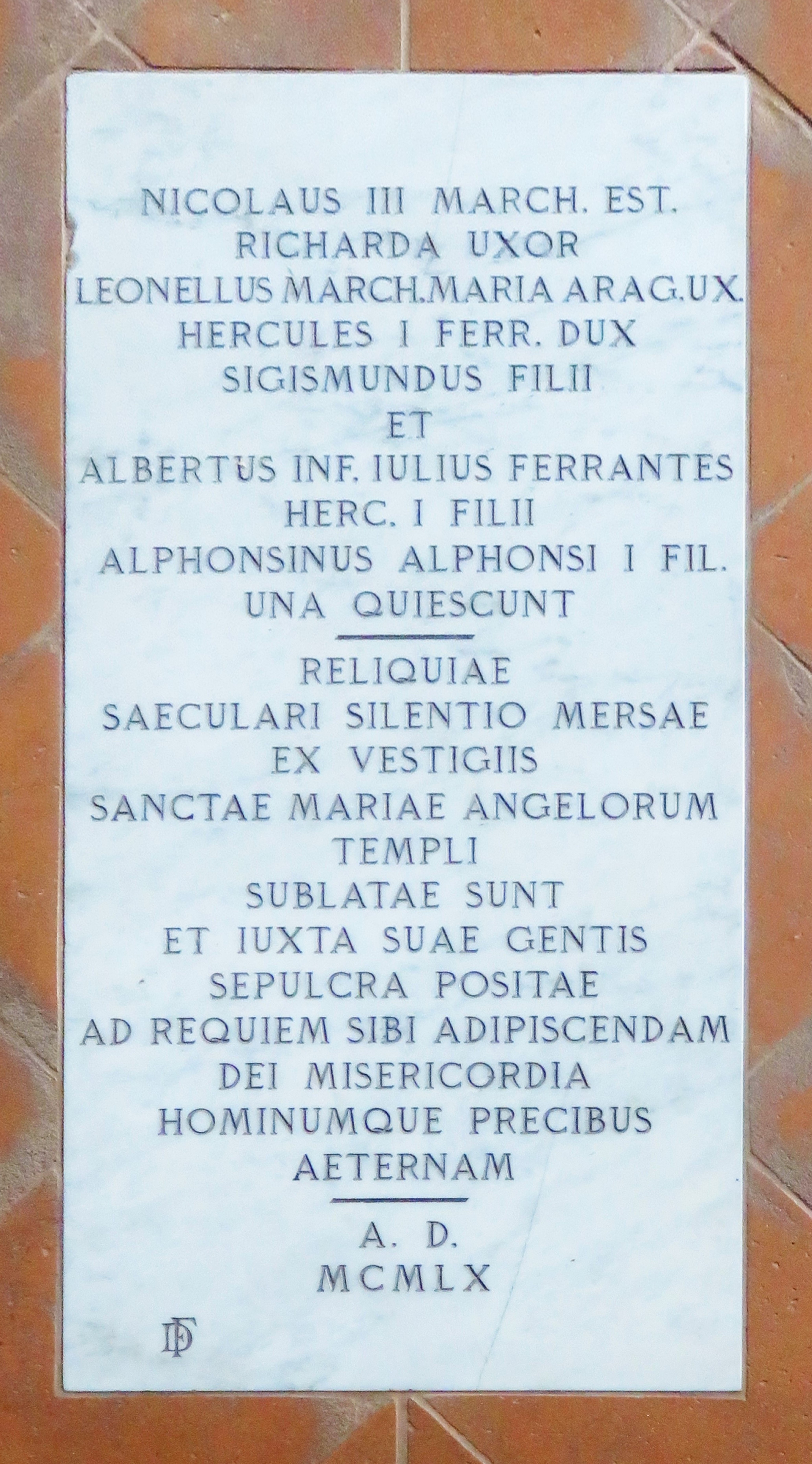
Placa presente no Mosteiro de Corpus Christi, na sala do coro, que recorda a presença dos restos mortais da marquesa transferida para aquele local da desaparecida igreja de Santa Maria dos Anjos.

Até então, Ricarda nunca mais havia retornado a Ferrara, e nunca mais tinha visto os filhos; mesmo quando recebeu a notícia de que o jovem Sigismundo havia sido ferido na coxa durante um torneio, limitou-se a pedir tranquilidade a Borso, e nem apareceu quando, em 1467, o major Hércules foi gravemente ferido durante a Batalha de Molinella, e ficou doente durante dois anos.
Assim que a notícia da nomeação do primogênito como duque chegou até ela, seus pedidos para retornar a Ferrara tornaram-se cada vez mais sinceros. Por alguma razão, apesar de chamá-la de “minha doce mãe” em sua carta e declarar seu desejo de vê-la novamente, Hércules a fez esperar um ano inteiro antes de lhe conceder permissão para retornar a Ferrara.
Finalmente, em junho de 1472, ela conseguiu abraçar os dois filhos que não via há quase trinta anos. Em Ferrara, ela passou os últimos anos de sua vida em paz, acolhendo sua nora, Leonor de Aragão e vendo nascer sua neta Isabel, apenas para morrer em 16 de agosto de 1474. Ela foi enterrada ao lado do marido na Igreja de Santa Maria dos Anjos, porém, mais tarde, os restos mortais do casal foram transferidos para o Mosteiro de Corpus Christi, em Ferrara.

## Descendência
- Hércules I (26 de outubro de 1431 – 25 de janeiro de 1505), sucessor do meio-irmão. Foi casado com Leonor de Aragão, com quem teve seis filhos. Também foi pai de dois filhos ilegítimos: Lucrécia, esposa de Aníbal Bentivoglio e Júlio, que esteve preso em Castel Vecchio;[12]
- Sigismundo (1433 – 1 de abril de 1507), senhor de San Martino in Rio a partir de 11 de maio de 1501, além de governador e tenente do Ducado de Ferrara, e capitão-geral dos exércitos do duque de Ferrara. Foi casado com uma mulher chamada Pizzocara de sobrenome desconhecido com quem teve quatro filhos.[13]